# 한국고속철도
KTX(Korea Train eXpress, 한국어: 한국고속철도)는 한국철도공사가 운영하는 고속철도 체계이자 최고 등급 열차로, 2004년 4월 1일에 개통되었다. 세계 5번째, 아시아에서는 2번째로 개통된 고속철도 체계이다.

## 역사

### 계획과 추진
대한민국의 철도 노선인 경부선은 대한민국 전체 철도 여객의 60% 이상을 수송하는 노선으로, 경제가 빠른 속도로 발전하기 시작한 1970년대부터 철도 용량 포화가 예측되어 왔다. 그리하여 이를 해결하기 위해 고속도로 확장 및 신설, 철도 노선 확충 등 몇 가지 제안이 나왔으며, 이 중 고속철도 건설이 가장 효율적이라는 결론을 내려 1980년대부터 정부 차원에서 경부고속철도가 추진되었다.

### 개통
1989년 5월, 정부는 경부고속철도 건설 방침을 수립 결정하였고, 1990년 6월에는 전 노선이 결정되어 1992년 6월 30일 천안아산역 예정지에서 기공식이 거행되었다. 당초에는 유치 계획이 확정된 2002 한일 월드컵을 대비하는 목적도 있었다. 그러나 공사는 열차의 방식 결정, 열차 도입 국가 선정, 문화재 훼손 논란, 잦은 설계 변경, 부실 공사 의혹, 외환 위기 등 여러 가지 많은 위기에 봉착하였으며, 결국 6년으로 예정되었던 공사 기간을 훨씬 넘겨, 한일 월드컵 이전에 완공하지 못하였고, 월드컵 이후 2년 정도 늦어져 12년의 공사 끝에 일부 구간이 2004년 4월 1일 개통되었다.
호남선은 2004년 4월 1일 경부고속철도와 함께 개통하였으나, 따로 고속선 건설을 하지 않았기 때문에 용산역에서 대전조차장역까지는 경부고속철도의 고속 신선을 공동으로 이용하고, 이후 기존의 호남선을 따라 광주역 또는 목포역까지 운행하였었다. 하지만 2015년 4월 2일 오송역에서 광주송정역까지 1단계 구간이 개통됨에 따라 용산역에서 오송역까지 경부고속선과 공용하다가 오송역 이후 호남고속선을 이용하여 광주송정역까지 내려오게 된다. 그리고 아직 2단계 구간이 건설되지 않았기 때문에 광주송정역에서 목포역까지는 그대로 기존 호남선을 이용한다. 2016년 12월 9일부터는 오송역 ~ 익산역 구간을 호남고속선이 아닌 기존의 호남선을 경유하여 운행하는 열차가 1일 왕복 9회 운행하고 있으며 각각 목포행, 익산행, 전주행, 여수엑스포행으로 운행된다. 경부고속철도로는 기존 경부선으로 서울에서 부산까지 4시간 10분이 걸렸던 것에 비하여 2시간 15분에서 2시간 53분이면 부산에 도착할 수 있다.

### 확장

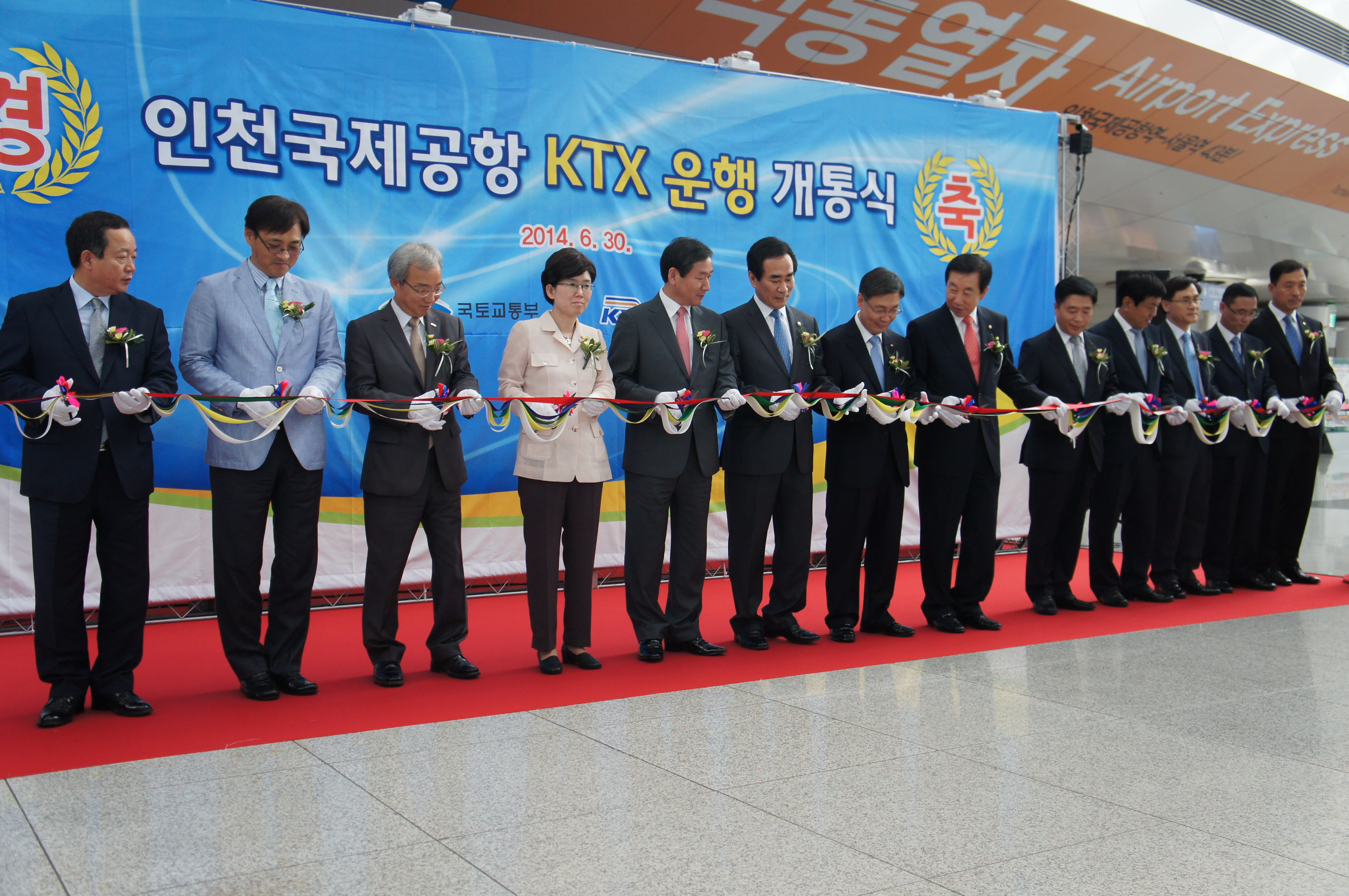
인천공항 KTX 개통식 (2014년)

2002년 6월 건설이 시작된 대구, 경주, 울산, 부산을 잇는 제2단계 건설 구간이 2010년 10월 28일에 완공되었다. 원래는 서울, 대전, 대구 시가지를 지나는 구간은 지하화하여 서울과 부산을 1시간 56분에 연결하려 하였으나, 건설자금 부담이 극심하여 대전과 대구의 시내구간 지하화는 백지화하고, 그 대신 기존 경부선 노선 옆으로 신선을 건설하는 것으로 계획이 변경되었다. 경부고속철도 2단계 구간이 완공됨에 따라 대전, 대구 시내 구간을 제외한 전 구간이 고속화되어 서울과 부산을 기존 2시간 40분에서 22분 단축된 2시간 18분에 주파하게 되었다. 호남선은 용산에서 광주송정까지는 약 1시간 31분에서 약 2시간 37분, 목포까지는 약 2시간 15분에서 약 3시간 15분 사이로 주파한다.
2010년 12월 15일 경전선 복선 전철이 개통됨에 따라 서울역에서 동대구역까지 경부고속선을 이용하고, 동대구역에서 밀양역까지 경부선을 이용하며, 이후 진영역, 창원중앙역, 창원역, 마산역에 정차하는 경전선 KTX의 운행이 시작되었고, 2012년 12월 5일부터 일부 열차가 진주역까지 연장 운행하고 있다. 평균 소요 시간은 3시간에서 3시간 30분 정도이며, KTX 열차와 KTX-산천 열차가 운행중이다. 2011년 10월 10일 전라선 KTX 복선 전철이 개통, 용산역에서 여수엑스포역 구간에 고속철도가 운행하기 시작하였다. 2016년 12월 9일 기준으로 1일 왕복 28회 운행하고, 4개 열차가 기존의 호남선을 경유하여 운행한다. 12개 열차가 KTX로, 나머지 16개 열차가 KTX-산천으로 편성되며, 이 중 상행 6회, 하행 4회의 열차는 호남선 KTX-산천과 결합하여 운행한다. 오송역은 2012년 10월까지 전 열차가 통과하기도 하였다. 용산역에서 오송역까지 경부고속선을 공용으로 이용하고, 오송역에서 익산역까지 호남고속선 또는 기존의 호남선을 이용하고, 익산역에서 여수엑스포역까지 전라선을 이용하여 평균 2시간 40분에서 3시간 40분이 걸린다.
2013년 1월 1일부터는 경부선 구포 경유 KTX와 경전선 KTX 중 102·203·110·105열차가 경산역에 정차하고 있다. 2014년 6월 30일부터 2018년 3월 23일까지는 전체 열차중 왕복 20회가 인천국제공항역까지 연장 운행하였다. 이렇게 되어 부산, 영남, 호남 지역에서 환승하지 않고 인천국제공항까지 갈 수 있게 되었다. 이와 함께 인천광역시에서도 KTX를 이용할 수 있게 되었다. 그러나 적자로 인해 2018년에 결국 폐지되었다. 2015년 4월 2일부터는 동해선 복선 전철의 개통으로 경부고속철도가 포항역까지 운행하는 노선이 운행하고 있다. 또한 호남고속선이 개통함에 따라 서대전역을 경유하는 노선도 신설되었으며 목포역 종착 열차, 서대전역 종착 열차, 여수엑스포역 종착 열차, 익산역 종착 열차, 전주역 종착 열차 등으로 다양하다. 그리고 김제역, 장성역, 광주역, 함안역의 KTX 여객 취급이 폐지되었다. 또한 같은 해 8월 1일부터는 경부고속철도 중 대전, 대구 도심 구간이 완공되어 평균 소요시간이 약 5분 단축되었다.
2016년 12월 9일부터는 서울역에는 경부고속철도 계통만, 용산역에는 호남고속철도 계통만 정차하는 기존의 형태를 바꾸어 일부 경부고속철도 열차가 용산역에서 시종착하고, 일부 호남고속철도 열차가 서울역과 용산역에 모두 정차하게 되었다. 그리고 최소정차편성인 서울-대전-동대구-부산이 생기면서 2시간 16분으로 줄어들었다. 2017년 12월 22일에 서울역, 청량리역, 상봉역에서 강릉역으로 가는 강릉선 KTX가 개통되었다. 2018년 동계 올림픽과 2018년 동계 패럴림픽이 열리는 기간에는 인천공항2터미널역에서 출발하는 KTX를 이용할 수 있었다.
2018년 4월 1일에는 인천국제공항행 KTX 운행이 폐지되었다. 2019년 9월 16일부터 김제역, 장성역의 KTX정차가 재개되었다. 2020년 3월 2일부터는 강릉선 KTX 강릉역과 영동선 동해역을 연결하는 남강릉~안인 구간이 개통하였다. 2021년 1월 5일부터 KTX-이음 열차가 중앙선 청량리역 ~ 안동역구간에 투입됨에 따라 중앙선에도 KTX가 본격적으로 운행이 시작되었다. 같은 해 12월 31일부터 중부내륙선의 1단계 구간 개통으로 부발역, 가남역, 감곡장호원역, 앙성온천역, 충주역등 총 5개역에 KTX-이음열차가 정차하기 시작하였다.
2022년 3월 31일부터 경부선상의 서대구역이 운영을 개시하게 되면서 신동연결선~대구북연결선 간 KTX의 운행이 재개된다. 같은 해 7월 31일부터 중앙선 덕소역에 KTX-이음이 정차하기 시작한다. 2023년 12월 28일부터 중부내륙선 KTX-이음이 경강선 판교로 연장 운행되기 시작했으며, 다음날인 12월 29일부터 경부선 물금역에 KTX가 추가 정차하기 시작했다. 또한 중앙선 KTX-이음이 서울역으로 연장 운행됨과 동시에 왕복 1회 증설 및 경강선 KTX-이음과 복합 연결 운행하기 시작한다. 2024년 5월 1일부터 KTX-청룡 열차가 운행을 시작하였으며, 그해 12월 20일부터 KTX-이음이 동해선 부전역로 왕복 6회 연장 운행되기 시작했다.
현재 경부고속철도는 경기도 고양시 덕양구의 경의선 행신역에 차량기지를 두고, 서울역에서 기존 경부선을 따라 서울 시내를 빠져나와 고속 신선을 타고 광명역, 천안아산역, 오송역을 거쳐, 대전광역시에서 기존 경부선으로 내려와 대전역을 거쳐서 고속 신선을 타고 김천(구미)역을 지나 대구광역시에서 기존 경부선으로 내려와 동대구역을 거쳐 또 다시 고속 신선을 타고 신경주역, 울산역을 거쳐 종착역인 부산역까지 운행된다. 2010년 11월 1일부터는 일부 시간대에 한해 서울역 - 대전역 구간을 기존의 경부선을 이용하여 운행하는 고속철도가 하루 왕복 4회씩 운행을 시작하였다. 대부분 열차는 서울역에서 착발하며, 일부 열차는 영등포와 수원을 정차하여 곧바로 대전역으로 향한다.

### 연표
2004년
4월 1일 - 한국고속철도(KTX) 개통
2005년
4월 25일 - 기존선 구간 운임 인하 조치 (서대전~광주 구간은 2,900원 인하로 16,800원， 동대구~부산 구간은 2,100원 인하로 10,100원)
12월 10일 - 누적 이용객 5천만 명 돌파
2006년
3월 1일 - KTX 여승무원 고용 분쟁
2007년
4월 1일 - 누적 이용객 1억 명 돌파
2010년
3월 2일 - 국산 고속철 KTX-산천 운행 개시
2012년
7월 20일 - KTX-산천의 안전·통신·좌석 문제 등 기술적 부분에 대한 개선판 차량 5편성 운행 개시
2017년
12월 22일 - 2018년 평창 동계 올림픽 대비 강릉선 개통
2021년
1월 5일 - 동력분산식 고속철 KTX-이음 운행 개시 및 중앙선·중부내륙선 개통
2023년
8월 31일 - 누적 이용객 10억 명 돌파

## 노선
| 경부고속선 | 호남고속선 | 전체 노선도 |

| 선로                        | 구간                             | 길이 (km) | 여객 취급 개시일                                   | 속력 (km/h) | 속력 (km/h) |
| 선로                        | 구간                             | 길이 (km) | 여객 취급 개시일                                   | 설계        | 운행        |
| --------------------------- | -------------------------------- | --------- | -------------------------------------------------- | ----------- | ----------- |
| 경부고속선 (1단계)          | 시흥연결선 ~ 대구북연결선        | 223.6     | 2004년 4월 1일                                     | 350         | 305         |
| 경부선 (서울 - 대전)        | 서울역 - 대전역                  | 166.3     | 2010년 11월 1일                                    | 150         | 150         |
| 경부선 (동대구 - 부산)      | 동대구역 - 부산역                | 115.4     | 2004년 4월 1일                                     | 150         | 150         |
| 경의선                      | 서울역 - 행신역                  | 14.9      | 2004년 4월 1일                                     | 90          | 90          |
| 호남선 (서대전 - 익산)      | 대전북연결선 - 서대전역 - 익산역 | 87.9      | 2004년 4월 1일                                     | 120         | 120         |
| 호남선 (광주송정 - 목포)    | 광주송정역 - 목포역              | 66.8      | 2004년 4월 1일                                     | 180         | 180         |
| 경부고속선 (2단계)          | 대구남연결선 - 부산연결선        | 122.8     | 2010년 11월 1일                                    | 350         | 305         |
| 경전선 (미전 - 마산)        | 미전신호소 - 마산역              | 42.0      | 2010년 12월 15일                                   | 150         | 150         |
| 전라선                      | 익산역 - 여수엑스포역            | 180.4     | 2011년 10월 5일                                    | 200 - 230   | 200         |
| 경전선 (마산 - 진주)        | 마산역 - 진주역                  | 49.3      | 2012년 12월 5일                                    | 150         | 150         |
| 호남고속선 (1단계)          | 오송역 - 광주송정역              | 182.3     | 2015년 4월 2일                                     | 350         | 305         |
| 동해선                      | 건천연결선 - 모량역 - 포항역     | 38.4      | 2015년 4월 2일                                     | 200         | 200         |
| 경부고속선 (대전·대구 도심) | 대전 도심 구간 대구 도심 구간    | 18.2 27.1 | 2015년 8월 1일                                     | 350         | 305         |
| 중앙선                      | 청량리역 - 서원주역              | 86.4      | 2017년 12월 22일                                   | 230         | 200         |
| 강릉선                      | 서원주역 - 강릉역                | 120.3     | 2017년 12월 22일                                   | 250         | 200         |
| 영동선                      | 청량신호소 - 동해역              | 41.4      | 2020년 3월 2일                                     | 100         | 100         |
| 호남선 (익산 - 광주송정)    | 익산역 - 광주송정역              | 97.8      | 2004년 4월 1일~2015년 4월 1일 2019년 9월 16일~     | 150         | 150         |
| 중앙선                      | 서원주역 - 경주역                | 253.4     | 2021년 1월 5일 2024년 12월 20일                    | 250         | 250         |
| 동해선                      | 경주역 - 부전역                  | 106.6     | 2024년 12월 20일                                   | 150         | 150         |
| 중부내륙선                  | 판교역 - 문경역                  | 136.4     | 2021년 12월 31일 2023년 12월 28일 2024년 11월 30일 | 250         | 250         |

## 정차역
필수정차역은 굵은 글씨로 표시하였다.
- 경부고속선: 행신 - 서울 - 광명 - 천안아산 - 오송 - 대전 - 김천(구미) - 서대구 - 동대구 - 경주 - 울산 - 부산

- 경부선 수원 경유: 서울 - 영등포 - 수원 - 대전 - 김천(구미) - 동대구 - 경주 - 울산 - 부산

- 경부선 구포 경유: 행신 - 서울 - 광명 - 천안아산 - 오송 - 대전 - 김천(구미) - 서대구 - 동대구 - 경산 - 밀양 - 물금 - 구포 - 부산

- 호남고속선: 행신 - 서울 - 용산 - 광명 - 천안아산 - 오송 - 공주 - 익산 - 정읍 - 광주송정 - 나주 - 목포

- 서대전 경유 호남선: 행신 - 서울 - 용산 - 광명 - 천안아산 - 오송 - 서대전 - 계룡 - 논산 - 익산 - 김제 - 정읍 - 장성 - 광주송정 - 나주 - 목포

- 동해선: 행신 - 서울 - 광명 - 천안아산 - 오송 - 대전 - 김천(구미) - 동대구 - 포항

- 경전선: 행신 - 서울 - 광명 - 천안아산 - 오송 - 대전 - 김천(구미) - 서대구 - 동대구 -경산 - 밀양 - 진영 - 창원중앙 - 창원 - 마산 - 진주

- 호남고속선 경유 전라선: 행신 - 서울 - 용산 - 광명 - 천안아산 - 오송 - 공주 - 익산 - 전주 - 남원 - 곡성 - 구례구 - 순천 - 여천 - 여수엑스포

- 서대전 경유 전라선: 행신 - 서울 - 용산 - 광명 - 천안아산 - 오송 - 서대전 - 계룡 - 논산 - 익산 - 전주 - 남원 - 곡성 - 구례구 - 순천 - 여천 - 여수엑스포

- 강릉선: 행신 - 서울 - 청량리 - 상봉 - 덕소 - 양평 - 서원주 - 만종 - 횡성 - 둔내 - 평창 - 진부 - 강릉

- 영동선: 서울 - 청량리 - 상봉 - 덕소 - 양평 - 서원주 - 만종 - 횡성 - 둔내 - 평창 - 진부 - 정동진 - 묵호 - 동해

- 중앙선:  서울 - 청량리 - 상봉 - 양평 - 서원주 - 원주 - 제천 - 단양 - 풍기 - 영주 - 안동 - 의성 - 영천 - 경주 - 태화강 - 부전

- 중부내륙선: 판교 - 부발 - 가남 - 감곡장호원 - 앙성온천 - 충주 - 살미 - 수안보온천 - 연풍 - 문경

## 열차번호
- 0~100번대: 경부선 계통
  - 1~74: 경부고속선 (매일 운행)
  - 80~100번대: 경부고속선 (주말 운행, 단 82는 월요일 운행)
  - 101~112: 구포 경유 KTX (매일 운행)
  - 116~120: 대전·동대구 착발 편성 (118은 월요일 한정으로 166 열차로 운행)
  - 121~128: 수원 경유 KTX (매일 운행)
  - 161~166: 구포 경유 KTX (주말 운행, 단 161·166은 월요일 운행,165는 금·토 운행)
  - 170~173: 수원 경유 KTX (금·토·일 운행, 단 170·171은 금요일 미운행)
  - 180~190번대: 경부고속선 (평일 운행)

- 200번대: 경전선·동해선 계통
  - 201~224: 경전선 (매일 운행)
  - 231~254, 255: 동해선 (매일 운행, 단 242는 평일 운행)
  - 281~288: 경전선 (주말 운행)
  - 292, 294, 296~298: 동해선 (금·토·일 운행, 단 296은 평일 운행)

- 400번대: 호남선 계통
  - 401~440: 호남고속선 (매일 운행)
  - 471~476, 481~486: 서대전 경유 호남선 (매일 운행)
  - 491~492: 호남고속선, 광주송정 착발 (금·토·일 운행)

- 500번대: 전라선 계통
  - 501~524, 541~544: 전라선 (매일 운행)
  - 581~584: 서대전 경유 전라선, 여수엑스포 착발 (581·582·584는 매일 운행, 583은 평일 운행)
  - 585~588: 서대전 경유 전라선, 전주 착발 (매일 운행)
  - 589·590: 서대전 경유 전라선, 전주 착발 (주말 운행)
  - 593: 서대전 경유 전라선, 여수엑스포 착발 (금·토·일 운행)

- 700번대: 중앙선·중부내륙선 계통
  - 701~716: 중앙선 (매일 운행)
  - 731~738: 중부내륙선 (매일 운행)
  - 781~782: 중앙선 (주말 운행)

- 강릉선·영동선 계통
  - 801~828: 강릉선 (매일 운행)
  - 840~849: 영동선 (매일 운행)
  - 851~854, 856, 858, 859~866: 강릉선 (주말 운행)
  - 883~886: 영동선 (주말 운행)

- 기타
  - 4000번대: 임시열차
  - 9000번대: 복합열차

## 운행

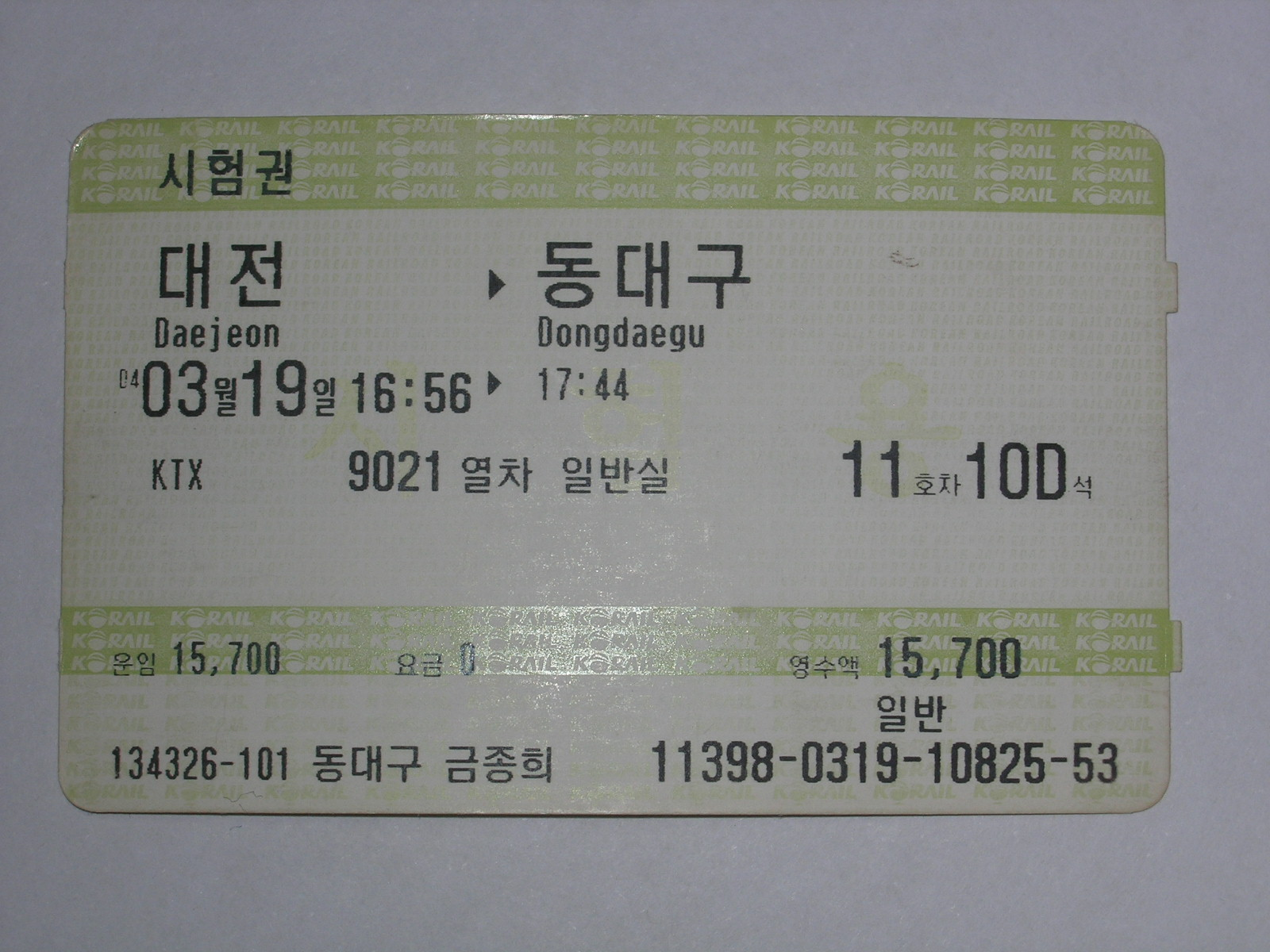
KTX 열차 승차권

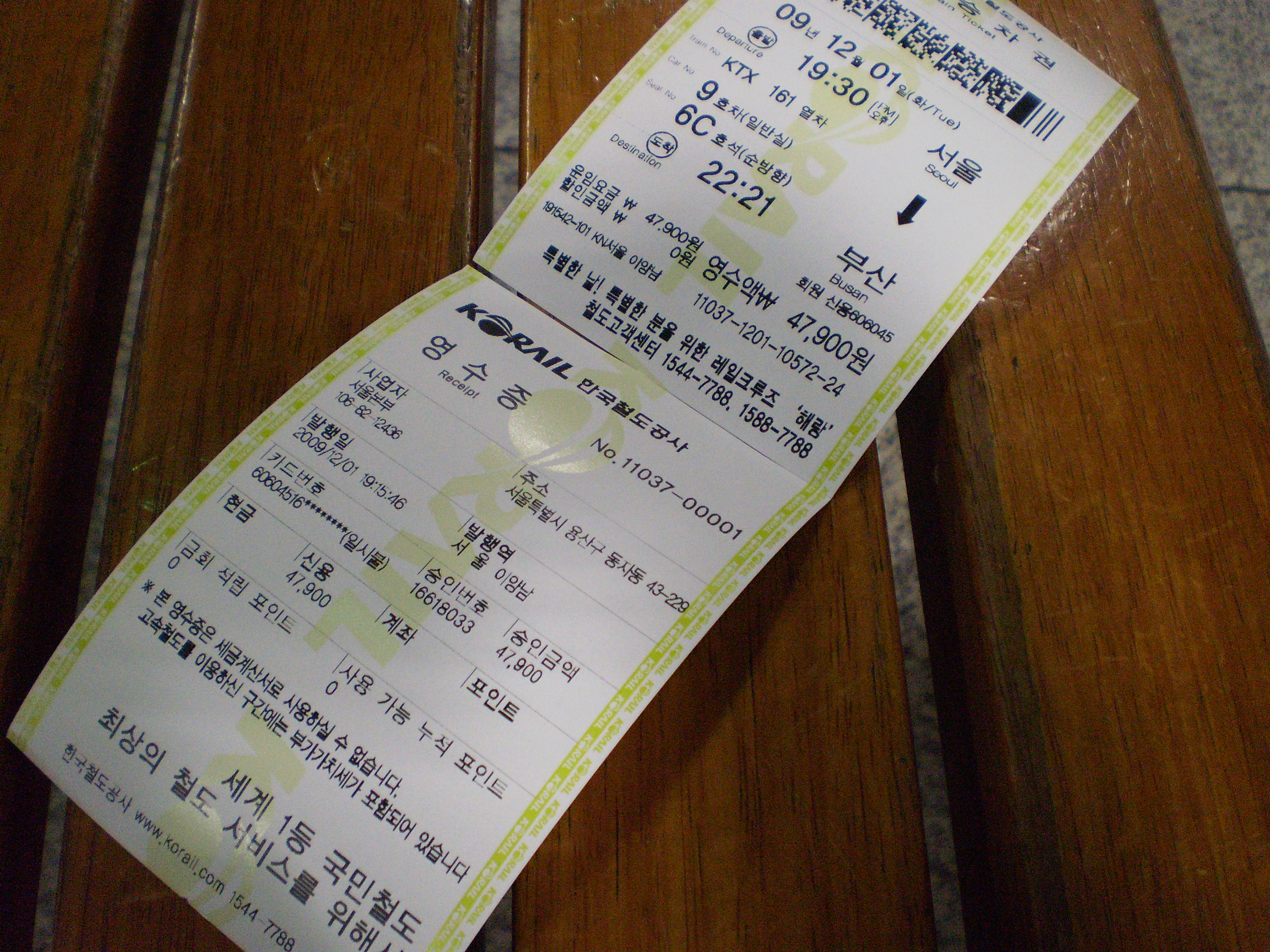
KTX 열차 승차권

2004년부터 2013년까지의 일일 평균 승차량

KTX는 경부고속선·호남고속선 등 고속철도 운행을 위하여 신설된 노선뿐만 아니라 기존 노선도 활용하고 있다. 현재 경부선, 경전선, 동해선, 호남선, 전라선, 중앙선, 강릉선, 중부내륙선 등 8개 노선으로 안내된다. 영업상 제한 최고속도는 300 km/h(설계상 353km/h 이하)였으나, 2008년 11월 26일부터 5 km/h를 높인 305 km/h로 운행한다.

### 운임
935석인 KTX 한 편성이 서울에서 부산까지 가는 데 전기료가 1,080,000원이 들고 기존선으로 구포를 경유하게 되면 970,000원, 수원을 경유하게 되면 850,000원이 든다. 2022년 12월 28일 기준, 부가가치세를 포함한 서울~ 부산간 운임은 다음과 같다.
| 운행구간                    | 일반실   | 특실     |
| --------------------------- | -------- | -------- |
| 서울 - 경주 - 부산          | 59,800원 | 83,700원 |
| 서울 - 서대구 - 경주 - 부산 | 59,400원 | 83,200원 |
| 서울 - 구포 - 부산          | 53,900원 | 75,500원 |
| 서울 - 수원 - 경주 - 부산   | 48,800원 | 68,300원 |

출퇴근의 경우 토요일과 일요일, 공휴일을 제외한 평일에 정기승차권으로 최대 50%, 청소년은 60%까지 할인받을 수 있다. 이 외에도 외국인 전용 할인 프로그램인 KR PASS가 있다.
그 이외에도 ITX-새마을, 무궁화호, 누리로를 KTX와 1장의 승차권으로 상호 환승할 시 이 4종류 열차에 대하여 30%를 할인하고 있다. 단, 수도권 전철, 경부선과 중앙선, 호남선 KTX 간 환승 등과 같이 물리적 이유로 인해 1장의 승차권으로 발매되지 않는 경우, KTX를 이용하지 않고 환승 승차권을 발매할 경우는 제외되며, ITX-청춘의 경우도 1장의 환승 승차권 발매 자체가 불가능하여 환승 할인이 불가능하다.
KTX는 한국철도공사의 요금 할인정책을 따르고 있기 때문에, 장애인이나 노인과 어린이에 대한 할인 규정은 다음과 같다.
| 구분       | 노인·경증장애인     | 중증장애인            | 어린이(만6세~13세 미만) |
| ---------- | ------------------- | --------------------- | ----------------------- |
| KTX 할인율 | 30% (평일에만 적용) | 50% (보호자 1인 포함) | 50%                     |

### 통계
2004년 4월 1일 KTX 운행 이후 하루 평균 7만 9백여 명의 승객을 수송했는데, 이는 처음 예상치의 70% 수준이었다. 매일 21억원의 운영 수입을 올렸으나, 초기 5조원으로 예상했던 건설비용이 18조원으로 뛰면서 발생한 건설 비용 융자를 갚기엔 부족한 수준이었다. 그러나 승객 수송량은 조금씩 증가해서, 2018년 일평균 17만 1000명을 수송하고 있다. 2023년 8월에는 운행 19년 만에 10억명을 돌파했으며, 그해 KTX 하루 평균 이용객은 22만 6,000명을 기록하며 개통 첫해 대비 3배 이상 증가한 수치를 보였다.
2009년 1월 11일, 코레일이 세계철도연맹 통계 자료를 인용하여 발표한 내용에 따르면, 2007년 KTX 이용객 수는 100억 인(人)km(passenger-kilometer)를 달성해 세계 4위를 기록하였다고 발표하였다.
| 연도   | 이용객 수 (명)    | 이용객 수 (명)    | 전년比       | 각주   |
| 연도   | 비정기            | 정기              | 전년比       | 각주   |
| ------ | ----------------- | ----------------- | ------------ | ------ |
| 2016년 | 3,106,160         | 60,822,555        |              | [ 17 ] |
| 2017년 | 3,025,768         | 56,143,419        | 4,759,528명  | [ 17 ] |
| 2018년 | 3,241,398         | 63,111,757        | 7,183,968명  | [ 17 ] |
| 2019년 | 3,644,552         | 66,569,254        | 3,860,651명  | [ 17 ] |
| 2020년 | 40,254,000 (조정) | 40,254,000 (조정) | 29,959,806명 | [ 18 ] |
| 2021년 | 45,446,000 (조정) | 45,446,000 (조정) | 5,192,000명  | [ 18 ] |
| 2022년 | 63,821,000 (조정) | 63,821,000 (조정) | 18,375,000명 | [ 18 ] |
| 2023년 | 76,104,000 (조정) | 76,104,000 (조정) | 12,283,000명 | [ 18 ] |

## 차량

### KTX

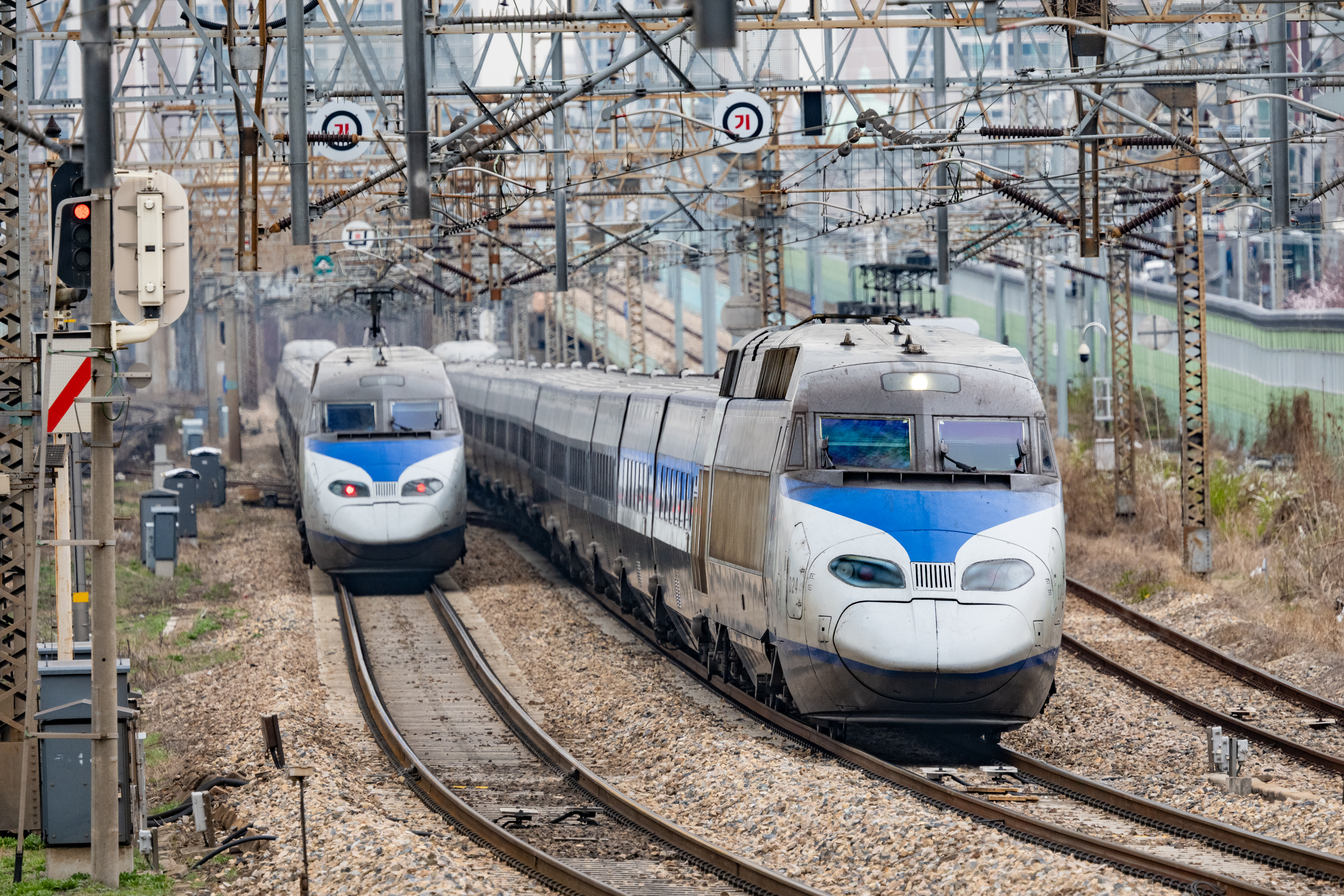
KTX

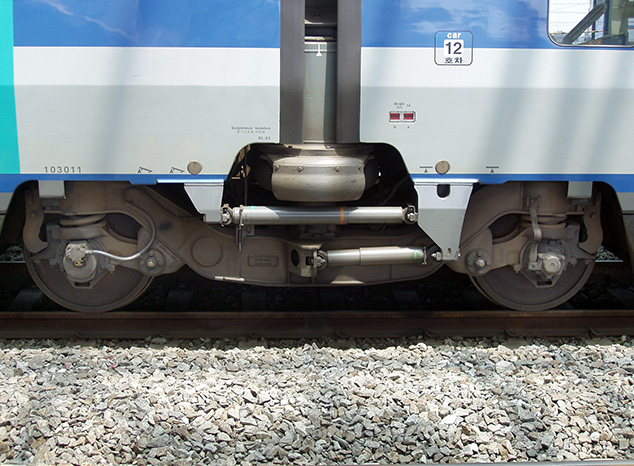
차량의 관절대차

KTX-I의 차체는 연강(마일드 스틸)제이며, TGV 계열의 열차의 특징이라고 할 수 있는 관절대차를 채택하였다. 기관차의 경우 통형고무식 대차를, 객차는 한쪽지지 액슬빔식 볼스터리스 대차를 채택하였다. 2차 서스펜션으로는 공기 용수철을 사용하며, 축거는 각각 3.0m와 2.5m이다. 고속으로 주행하기 때문에 사행동 억제를 위한 요댐퍼가 설치되어 있다.
주전동기로는 1,130kW의 동기전동기를 사용한다. 선두부는 스페인의 AVE와 같은 금형을 사용하고 있으며, 기본 사양은 TGV 레조와 동일하다. 다만 20량으로 장편성화된 KTX의 경우 출력 증대를 위한 모터 블록의 추가와 직류 1.5kV 장치의 제거, 답면구배 조정 등이 실시되었고, 회생 제동도 추가되었다.
차량의 기술은 프랑스의 철도차량 제조사인 알스톰사에서 온 것이다. 시제차 001과 002편성부터 012편성까지는 알스톰사의 프랑스 현지 제작 형태로 생산되었으며, 013편성부터 046편성까지는 대한민국의 철도차량 제조사인 현대로템사와의 라이센스 계약으로 국내에서 조립 생산되었다. 탑승 계단에 있는 명판의 경우, 001~012편성에는 프랑스 알스톰 사의 마크가 붙어 있으며, 013~046편성에는 현대로템사의 마크와 'Licensed by ALSTOM'이라는 문구가 함께 붙어 있다. 특히 001과 002편성은 1998년에 대한민국에 반입되었으며 이는 개통 전에 필요한 시운전 및 학술 연구를 위한 목적으로 반입되었다.
KTX는 처음에 열차를 도입할 때부터 TGV에 기초를 두었으므로 TGV에서 사용하는 신호체계로서 자동 열차 제어 장치 시스템의 일종인 TVM430 시스템을 사용하고 있다. TVM430 시스템은 한 시간에 최대 430km까지 대비할 수 있는 시스템이며, 프랑스에 본사를 두고 있는 CSEE(현 안살도)사에서 개발하였다. 정비 차량이나 긴급 상황에서 구원 운전을 하기 위해 7500호대 디젤 기관차 일부에 장착되어있다.

### KTX-산천

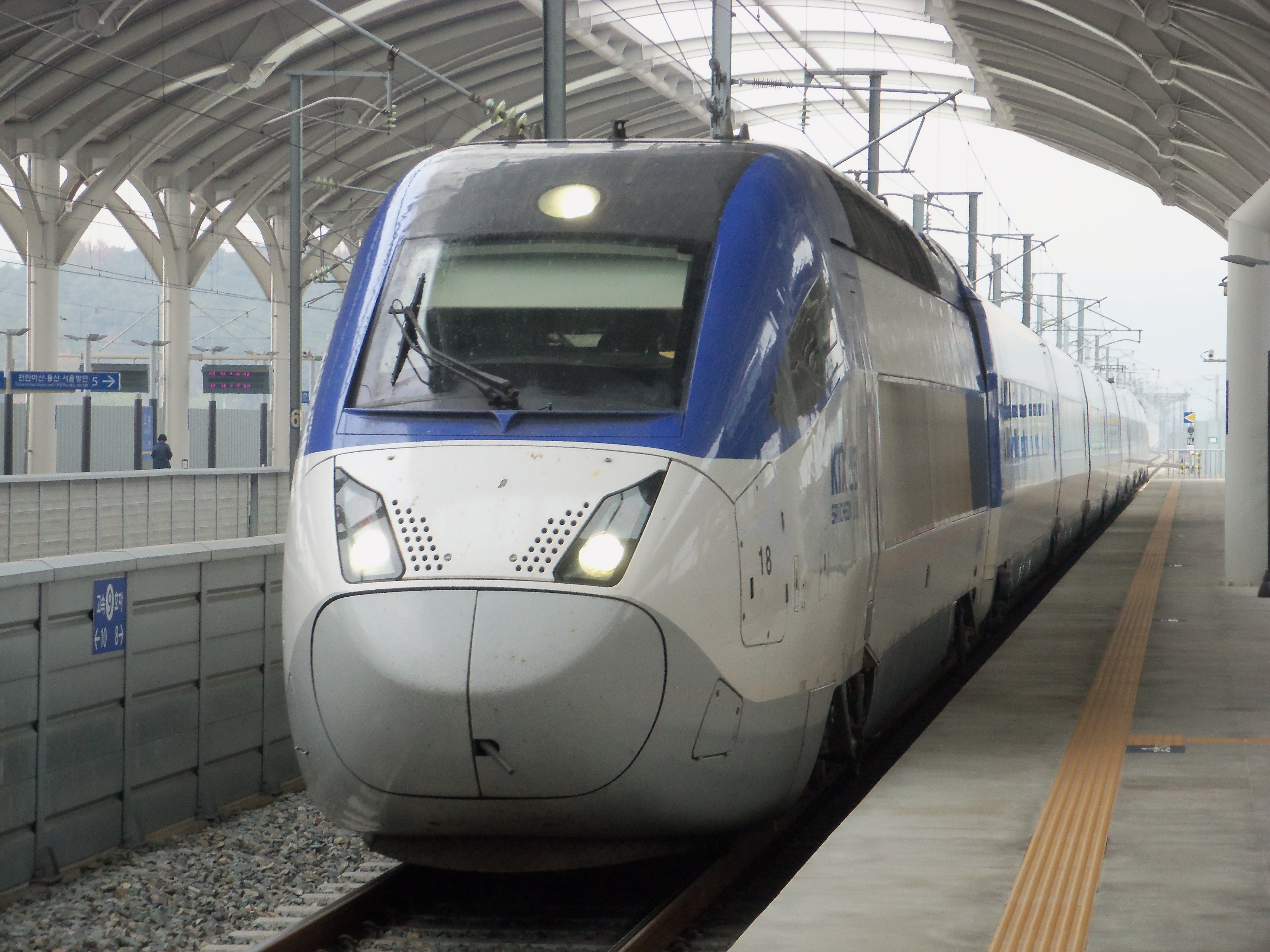
KTX-산천

KTX-산천은 일본과 프랑스, 독일에 이어 세계 네 번째로 개발된 대한민국의 첫 국산 고속열차로, 최고 시속은 300km 이상, 국산화율은 87%이다. 외관은 공기저항을 줄일 수 있도록 한국 토종 산천어의 이미지를 형상하여 유선형으로 설계되었다. 양 끝의 동력차를 포함하여 10량 1편성 구성이다. 원래 KTX-II라는 명칭으로 불려오다 상업운행 개시의 해인 2011년 대국민 명칭 공모를 통해 접수된 1만 2천여 건 중 중 후보를 가리고 내·외부 전문가들의 의견 수렴을 통해 '산천'이라는 이름이 붙었다.
2010년 3월부터 상업 운전에 들어갔으며, 브라질 고속철도와 미국 캘리포니아 고속철도 건설 수주전에도 참여했던 고속철이다. 2011년부터 2017년까지 제작되었으며, 현재는 경부선과 경전선, 동해선, 호남선, 전라선 내 일부 구간에서 운행되고 있다.

### KTX-이음

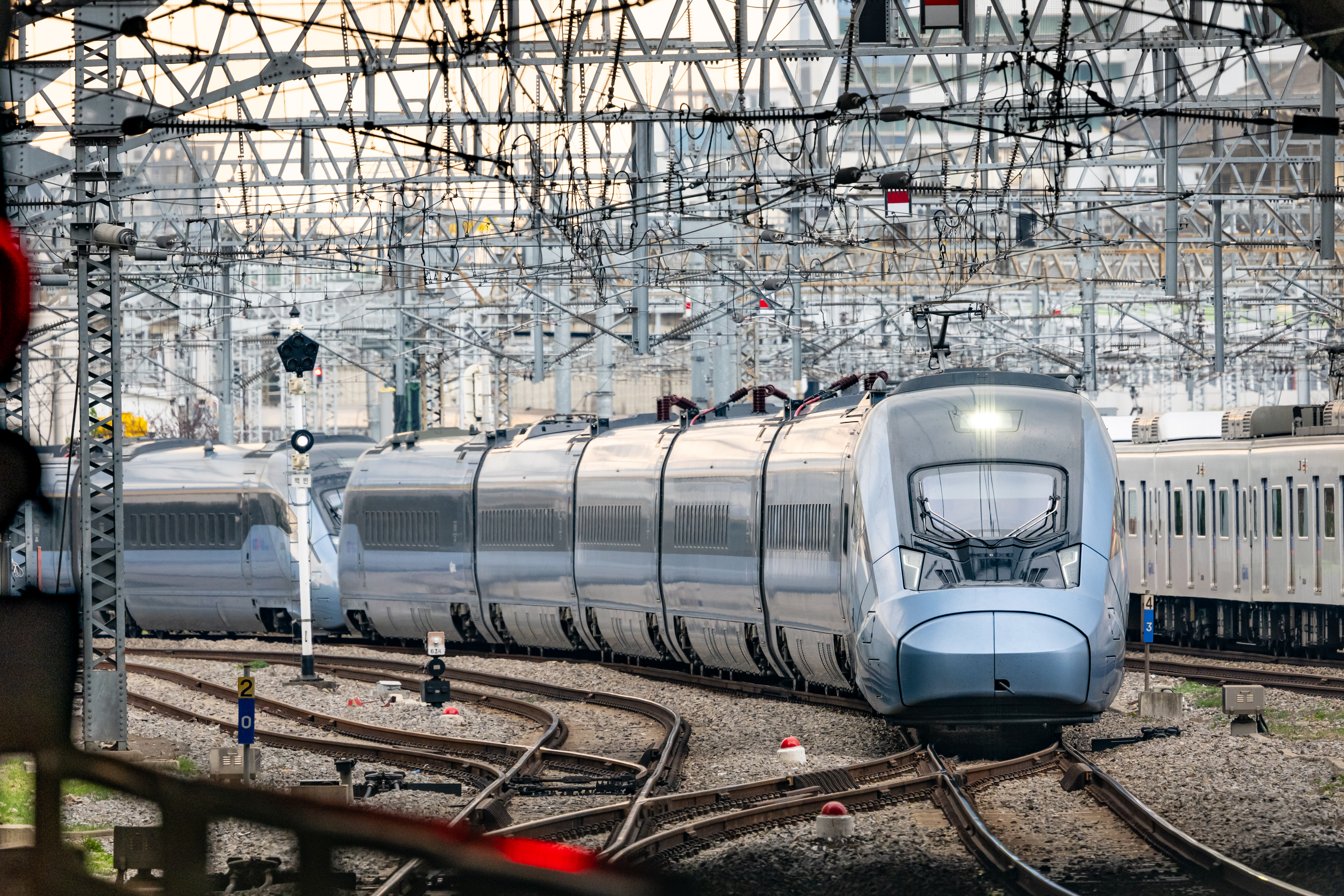
KTX-이음

KTX-이음은 대한민국의 첫 동력분산식 고속열차이다. 추진 장치가 맨 앞과 뒤에만 장착되어 있는 기존 KTX 열차와 달리, 모든 열차 하단부에 동력 장치가 장착되어 있어 가속력이 우수하다는 특징이 있다. 이산화탄소 배출량은 승용차의 15%, 디젤 기관차의 70% 수준이며, 전력소비량은 기존 KTX 대비 79% 수준이다. 6량 1편성 구성이며, 편성당 좌석수는 381석으로, 10량 1편성 구성에 좌석수는 363석이었던 산천 대비 차량 수는 감소했으나 수송 능력은 더 탁월하다. 이음이란 명칭은 원래 EMU-250(260)으로 불려왔던 것에서 명칭공모를 통해 2021년 붙은 것이다. 2021년 1월, 중앙선에서 첫 영업 운행을 시작함으로써 첫 선을 보였으며, 원주-제천 구간 복선화와 KTX-이음 투입으로 무궁화호와 새마을호 등 일반 열차만 다니던 중부내륙 지역에 고속철도 시대가 열렸다.
KTX-이음은 국산 고속열차 최초로 해외에 수출될 모델이기도 한데, 우즈베키스탄 현지 사정에 맞게 편성·등급 구성 등 일부 개량을 거쳐 2027년까지 계약 물량 전량이 인도될 예정이다.

### KTX-청룡

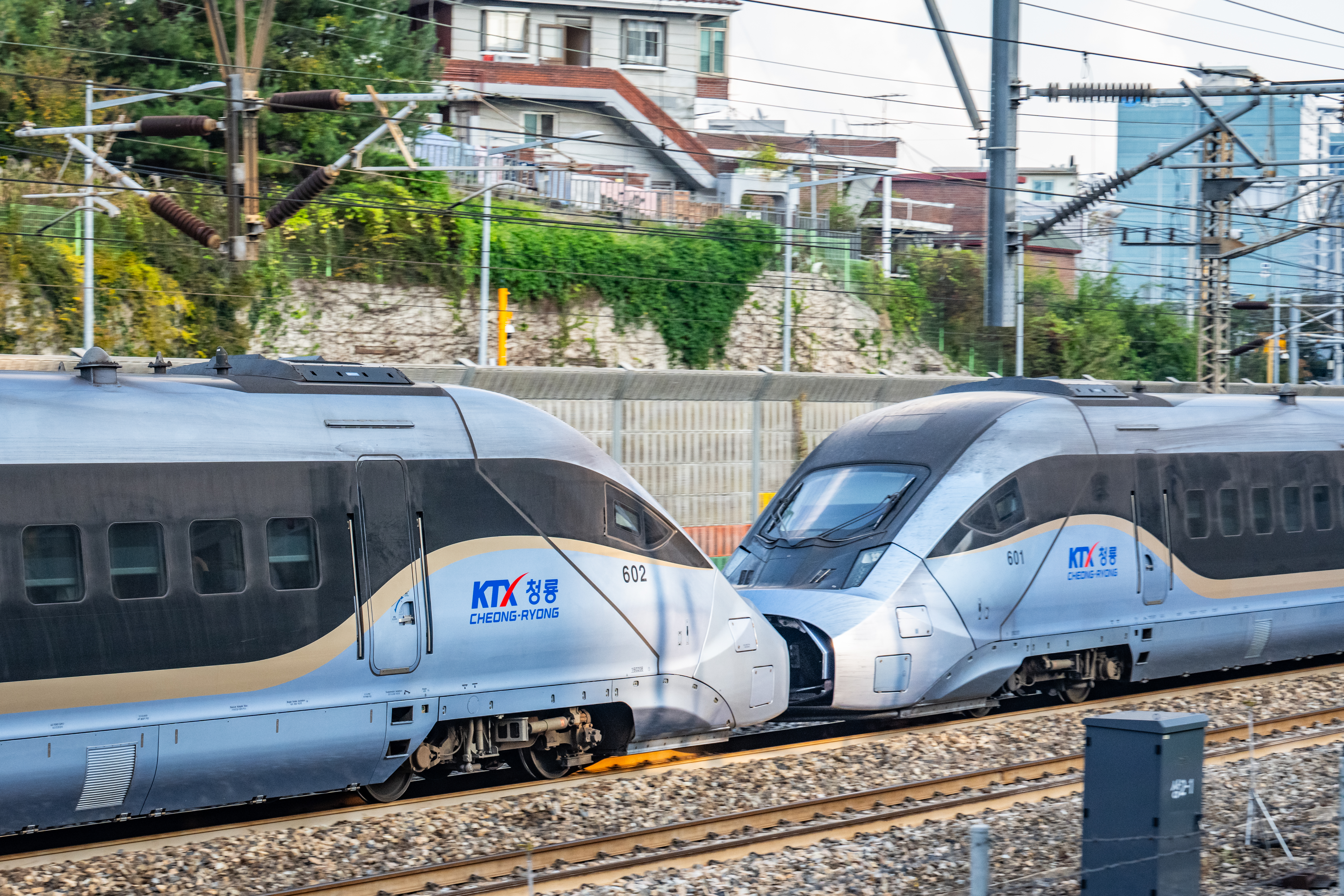
중련운행 중인 KTX-청룡

KTX-청룡은 최고속도 230km/h의 동력분산식 고속열차로 KTX 개통 20주년의 해인 2024년 첫 선을 보였다. 시속 300㎞ 도달 시간은 산천보다 1분 44초 빠른 3분 32초로, 국내에서 가장 빠른 고속철에 해당한다. 전체 길이는 198m로, 산천보다 좌석이 약 105~136석 더 많으며, 차체 폭은 20㎝ 가까이 더 넓어 실내 공간이 더 넓다. 좌석마다 별도의 창문이 있으며, 220V 콘센트, 무선 충전기, USB 포트가 설치되어 있다.
2024년 5월 첫 운행을 시작, 2025년 2월 누적 이용객 90만 명을 돌파하였다. 현재 경부선과 호남선에서 운행되고 있다.

## 기타

### 디자인

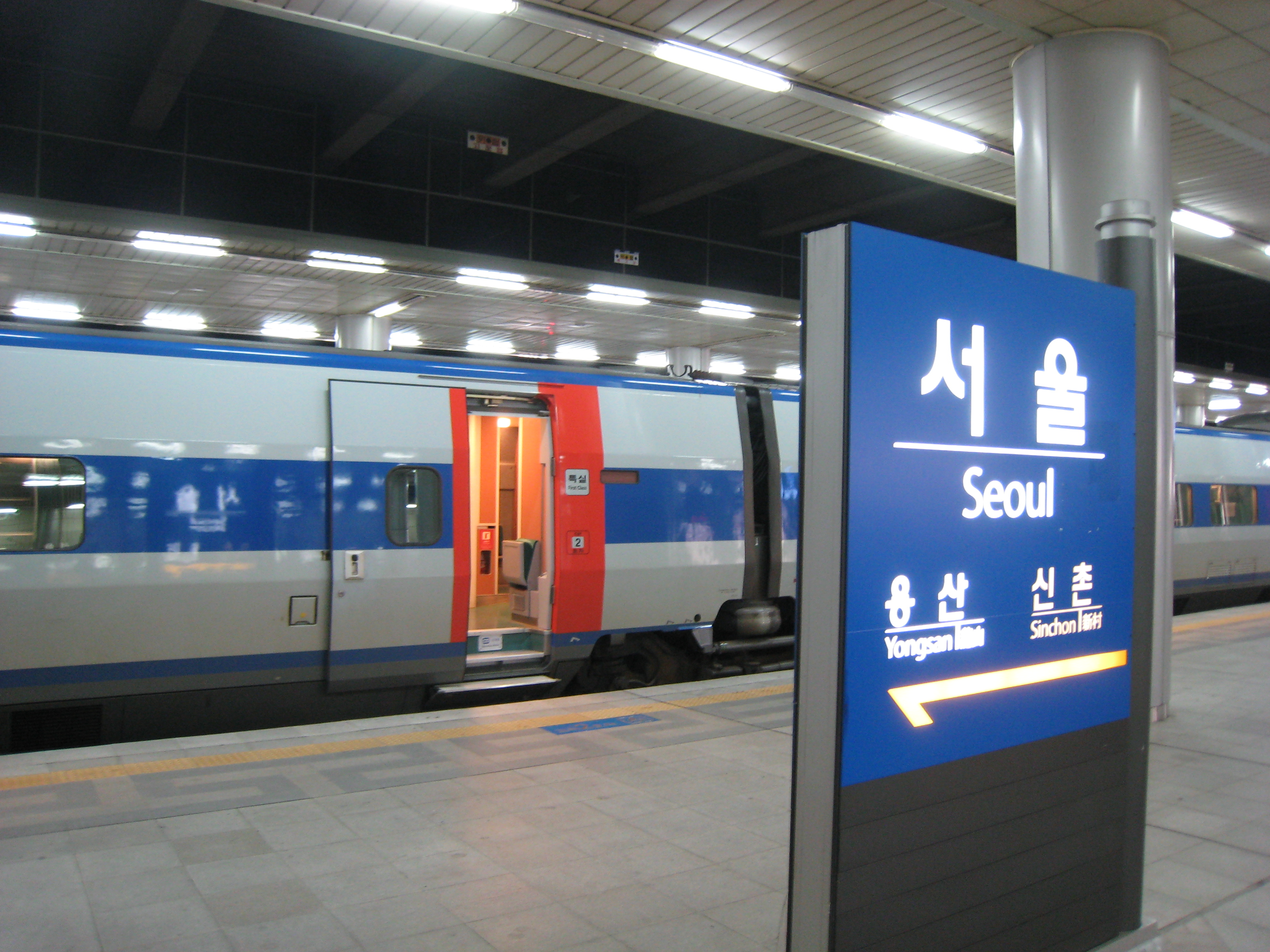
코레일체가 적용된 서울역의 역명판

대한민국 철도청은 KTX 개통을 앞두고 역사, 열차, 디자인, 공사화 등 철도 운영사업 내 개편을 감행하였으며 현재 한국철도공사의 시스템은 KTX 개통 이후 완료된 개편 이후의 시스템으로 돌아가고 있다. 역사의 경우 2004년 KTX 개통을 앞두고 고속철도 정차역인 서울역, 용산역, 대전역, 동대구역, 부산역, 광주송정역, 광주역, 목포역, 서대전역 등의 역사를 신축하거나 리모델링하였다. 서울역의 경우 1920년대부터 쓰였던 구 본관과 1988년 완공된 민자역사 옆에 유리궁전 형태의 신역사를 지었고, 용산역의 경우 기존의 허름한 역사를 철거한 뒤 여러 쇼핑업체가 진출한 대형 민자역사로 탈바꿈시켰다. 대전역의 경우 2002년 말 대전철도사업소를 조차장 역에서 이전시켰고, 동대구역과 부산역의 경우 기존의 역사를 개량하여 리모델링하는 작업이 진행되었고 2004년 3월 공사 완료되었다. 광주송정역, 광주역, 목포역의 경우 2003년 기존의 역사를 철거하고 새로운 역사를 지었다. 고속철도 정차역이 아닌 대구역, 수원역도 2003년 신역사 건축을 완료하였으며 2000년대 중반까지 오랜 기간 사용한 낡은 역사들을 철거하고 리모델링하는 작업이 진행되었다.
디자인 역시 2003년 1월 코레일 체가 발표된 이래, 2004년까지 역사 내에 설치되어있던 기존 철도청 체와 초록색 바탕의 디자인이 적용된 역명판과 역내 시설을 전부 코레일체로 교체하였다. 특히 코레일체 발표와 맞물려 영업을 개시한 대구역과 수원역의 경우 개업 초기부터 코레일체의 안내판이 설치되었다. KTX 개통 이후에도 대대적인 교체 작업이 이어져, 2010년대부터는 더 이상 철도청 시절의 구 디자인이 적용된 역명판이나 시설물은 찾아보기 어려워졌다. 1994년 발표되어 쓰였던 역삼각 모양의 철도청 로고는 2003년까지 신(新) 철도청 로고와 병행되어 사용하다가, 2004년 KTX 개통 이후에는 더 이상 쓰이지 않게 되었다.

### 기타 열차

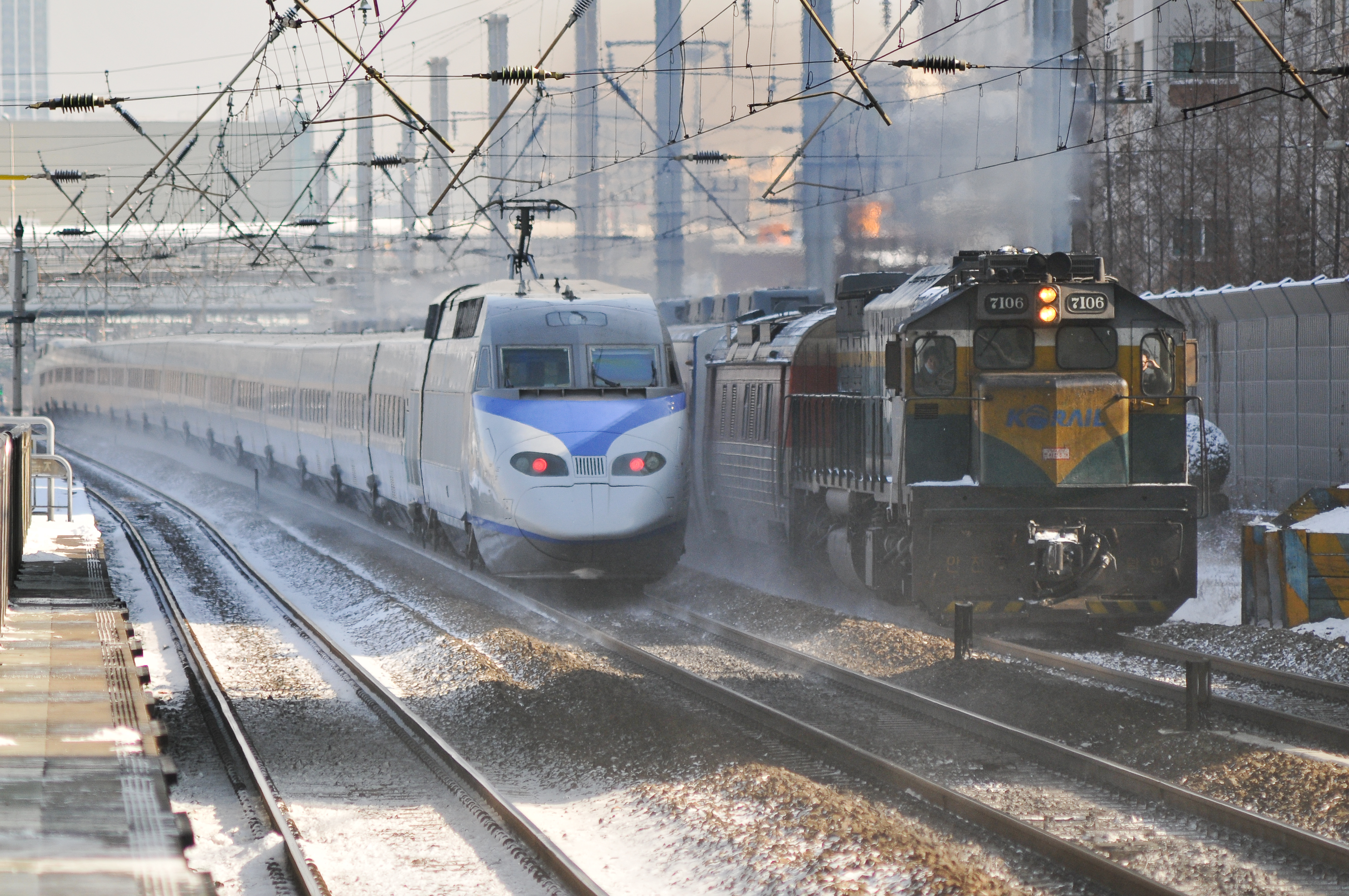
상행 KTX와 하행 무궁화호 (2009년)

열차 역시 비둘기호를 2000년 11월, 통일호를 2004년 3월 31일 폐지시키는 개편을 단행하였다. 특히 통일호의 폐지는 철도 고객들에게 많은 반발을 가져왔는데 정선선에서만 운행하여 사실상 대중성과는 거리가 있었던 말년의 비둘기호와 달리 통일호는 단거리 구간을 꾸준히 운행하며 철도 고객들의 수요층이 높았기 때문이다. 철도청은 기존 통일호 승객들의 수요를 잃지 않기 위해 내구 연한이 만료되지 않은 CDC 동차를 투입해 통근열차로 명칭을 변경하여 운행했다. 통근열차 역시 만료되는 내구 연한과 연료비 문제 등이 겹쳐 2000년대 후반까지 서서히 운행 노선을 줄였으며 2009년 7월 최대 수익을 냈던 경의선 서울-문산 구간 운행을 중단한 이후에는 사실상 문산-도라산과 경원선에서만 운행했다. 2019년 3월 31일자로 경원선 동두천-백마고지 구간이 중단되었고, 2023년 12월 17일자로 광주선에서 마지막으로 운행이 중단되었다.
KTX 개통 이후 철도청에서 운행하던 새마을호와 무궁화호에도 새로운 운영방침이 적용되었다. 무궁화호의 경우 폐지된 기존 통일호의 완행 등급으로 격하되었고, 새마을호의 경우 KTX 이전 무궁화호급으로 격하되어 KTX의 완행 역할을 수행하게 되었다. 따라서 KTX 개통 이전까지 새마을호에 적용되던 최고급 열차로서의 서비스나 특혜는 사실상 사라졌으며 새마을호의 서비스 중 하나였던 식당차 역시 기존의 플라자 익스프레스와 홍익회의 자유공간이 철거되고, 저가 도시락 업체인 런치벨로 대체되는 등 서비스의 질이 전체적으로 하락하였다. 게다가 새마을호가 과거 정차하지 않았던 역에도 새마을호를 정차시키면서, 새마을호는 완행의 역할로 격하되었으며 심지어 울산역이나 광주역 등지에서는 새마을호를 KTX 환승열차 노선으로 투입하기도 했다.
2003년부터 논의가 오가던 공사화 역시 KTX 개통 이후 빠른 속도로 논의가 진행되었다. 철도청은 KTX 개통 이후 기존 철도 건설 사업 부분을 한국철도시설공단(현 국가철도공단)으로 사업부를 독립하였으며 철도운영 사업 부분만을 남겨둔체 2005년 1월 1일 한국철도공사로 공사화시켰다. 따라서 2005년 이후 기존 철도청의 역할은 한국철도공사와 한국철도시설공단이 나누어 맡고 있다고 볼 수 있다. 코레일은 KTX 개통 이후 모든 운영정책의 핵심을 KTX에 맞추게 되었고, 이에 맞춰 기존 운영방침에 전면적인 개편을 단행하였으며 현재의 코레일은 KTX 개통 이후 개편된 서비스 메뉴얼로 운행되고 있다.

### 차내 방송
2004년 4월 1일 KTX의 개통 이후, 열차 내 도착 안내 화면 및 음성 방송은 다음과 같이 송출되었다.
「우리 열차는 잠시 후 ○○역에 도착하겠습니다」
2020년대에 들어서 청각 장애인용 한국 수어 버전을 제공하였고, 2025년 5월부터 도착 안내 화면이 새롭게 개정되었으며, 열차 운행 역의 순서가 이번 역 – 다음 역 – 종착 역순이 아닌 이전 역 – 이번 역 – 다음 역순으로 표출되는 방식으로 변경되었다. 화면의 오른쪽에는 해당 지역의 날씨, 기온, 현재 시각(아날로그 시계)이 함께 표시되고 있다.

### 개조

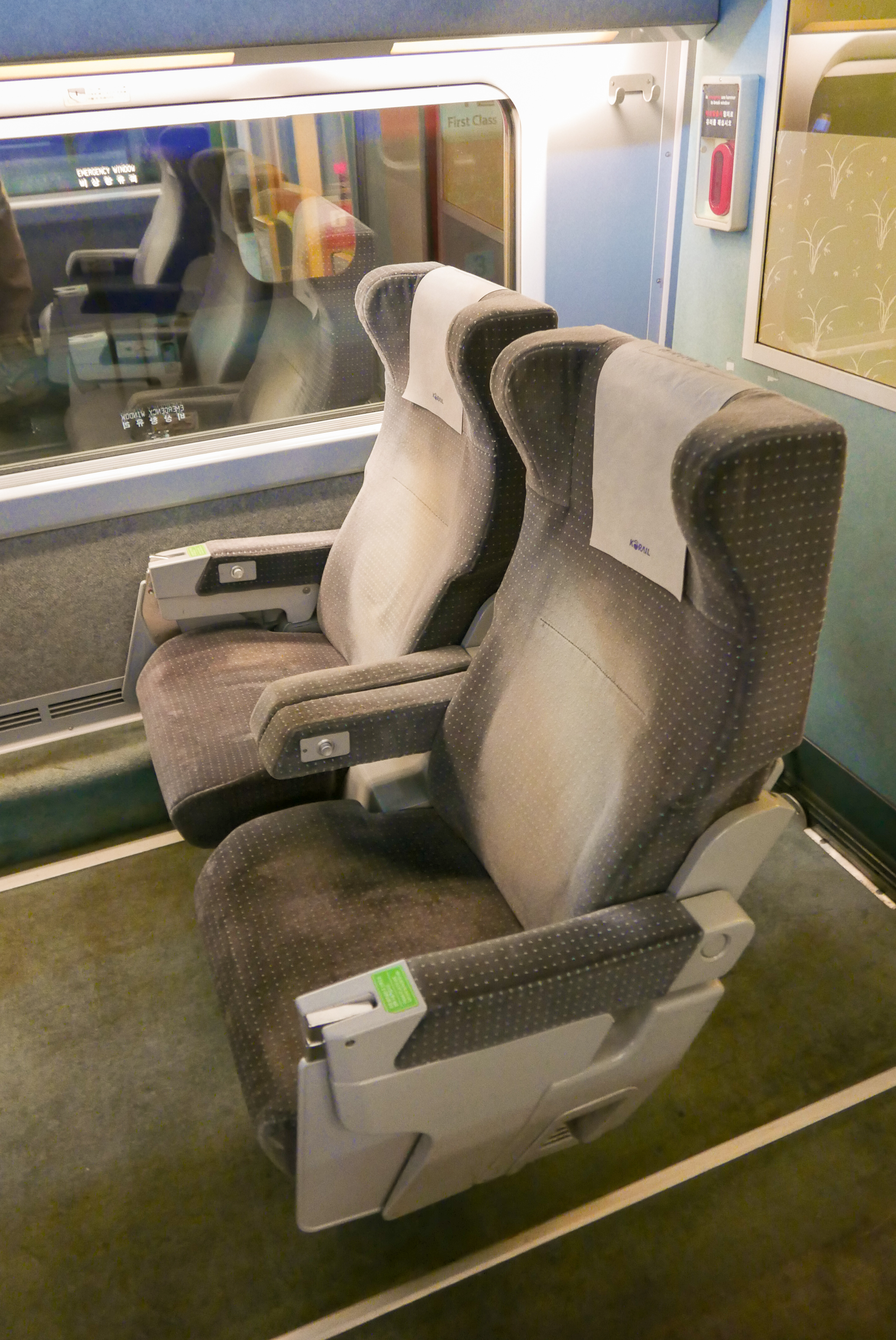
KTX 특실 좌석

2017년 6월, 코레일은 만성적 좌석난에 시달리는 KTX 좌석을 늘리기 위해 특실 일부를 일반실로 개조하는, 일명 KTX 특실 개조 작업을 기획하였다. 구체적으로는 특실 4량 중 1량을 일반실로 개조함으로써 하루 5천 개 좌석을 추가 공급하겠다는 것인데, 횡으로 3열(2×1)인 좌석을 4열(2×2)로 개조하는 형식이다. 국토교통부 또한 코레일이 신청한 'KTX 특실의 일반실으로의 변경 신청안'을 심의·승인하며, 철도 안전관리체계 변경 승인에 규정된 절차와 기준을 준수하여 KTX 특실을 일반실로 개조하는 것이 가능하다고 설명하였다. 이후 일부 차량에 대한 개조 작업이 이루어졌다.

## 사고
- 2007년
  - 6월 14일: 서울역을 출발해 부산역으로 가던 KTX 열차가 밀양시 상동역 인근을 통과하던 중 충격완화장치(요댐퍼)가 선로에 떨어져 열차에 자갈이 튀는 사고가 발생, 1명이 부상을 입고 주차되어 있던 차량 2대가 파손되었다. 해당 열차는 50분 지연 후 부산역에 도착하였다. (→부산역 KTX 열차 충돌 사고)
  - 11월 3일: 부산역을 출발할 예정이던 제110열차(KTX 025편성)와 출발을 위해 부산역으로 진입하던 제H112열차(KTX 038편성)가 부산역 구내에서 충돌하였다. 승객 2명이 경상을 입고 025편성과 038편성의 전두부가 부서졌다. 제110열차는 지연 운행하였으며, 운행 예정이던 제112열차는 운휴하였다. 사고 원인은 H112열차의 기장이 신호를 인지하지 못해서이다. (→일직터널 열차 사고)

- 2011년
  - 2월 11일: 부산역을 출발해 광명역으로 가던 KTX-산천 224열차가 후미 6량이 광명역 진입 500m를 앞두고 선로 전환기 고장으로 탈선하였다. 이 사고로 일부 승객들이 부상을 입고 병원 치료를 받는 등의 혼란이 발생되었다.[26] 또한, 탈선한 열차를 이송함과 동시에 복구 작업이 계속되어 29시간만에 복구되었으며, 복구 작업동안 경부고속철도와 호남고속철도 대전(서대전) ~ 광명 구간은 기존 경부선으로 우회하였다.[27] 사고 원인은 선로 전환기 조종 상자에 있는 7mm 규격의 너트 하나가 제대로 잠기지 않아 발생한 것으로 국토교통부 항공철도사고조사위원회가 밝혔다.[28] 해당 사고열차에는 대한민국의 대통령 전용객차로 유사시 지정될 수 있는 차량임이 밝혀지기도 했다.[29]
  - 4월 4일: 이날 하루에만 KTX 두 대가 철도 위에서 멈춰 섰다. 부산에서 출발한 서울행 KTX는 국내 최장인 금정터널(20.3km) 안에서, 용산에서 출발한 목포행 KTX-산천은 한강철교 위에서 정차했다.[30]
  - 6월 13일: 오후 6시 23분 부산 금정터널 안에서 KTX 145열차가 10여분간 멈춰섰다. 금정터널 신호기에서 이상신호를 발견하고 열차를 정차시켰으며 문제가 없다는 것을 확인한 뒤 다시 출발했다고 코레일측은 밝혔다.[31]
  - 7월 15일: 서울을 출발해 마산으로 가던 KTX-산천 열차가 오전 11시 20분경부터 화재경보기가 울려 퍼졌고 경보음과 함께 객차로 연기가 스며들어 열차에 타고있던 어린이들이 기침할 정도였으며 불안한 이용고객들이 열차 정차를 요구했고 결국은 밀양역에서 멈춰섰다. 연기가 난 곳은 배전반으로 이는 전력선이 열차 전체로 연결되는 부위이다. 이후 해당 열차 이용고객들은 뒷쫓아오던 대구발 마산행 무궁화호로 열차를 갈아타야 했다.[32]
  - 7월 17일: 이날 하루에만 KTX 두 대가 고장 사고를 냈다. 이날 오전 9시 30분 부산을 출발해 서울로 향하던 KTX 120열차가 오전 11시쯤 김천시 황악터널 안에서 멈춰서 일부 이용고객들이 불안감과 찜통더위 속에 발작 증세를 보이는 등의 불편이 있었으며 1시간 뒤에 운행을 재개, 낮 12시 30분쯤 대전역에 도착하였으나 일부 이용고객들이 손배소를 추진하겠다고 밝혔다. 한편 같은날 오후 1시 45분 부산을 출발해 서울로 향하던 KTX 252열차가 냉방 장치 고장으로 이용고객들이 2시간여동안 찜통더위에 시달리다 대전역에서 갈아타야 했다.[33]
  - 7월 30일: 오후 8시 30분경 충청남도 연기군 전동면 청남건널목에서 서울발 부산행 KTX 607(현 357, KTX 001편성)열차와 승용차가 충돌해 승용차운전자가 그자리에서 숨지고, KTX 001편성의 선두차량 연결기 부분이 파손되었으며, 대체 열차 마련에 3시간여가 소요되는 등 열차 운행에 차질을 빚었다.[34]
  - 10월 29일: 오전 10시 20분경 서울역을 출발해 부산역으로 가려던 KTX 001열차가 천안아산역에서 멈춰섰다. 코레일 측이 후에 밝히기를, 별도의 관광 안내 가이드조차 없는 상황에서 열차를 잘못 알고 승차한 일본인 관광객 8명이 열차 승무원에게 사정을 이야기하고 앞 뒤 열차 상황 등 여러 가지 요인을 고려해 관제센터에서 정차 결정을 내렸다고 한다.[35]

- 2013년 8월 31일: 대구역을 무정차로 통과하던 서울행 KTX 제 4012열차(KTX 033호기)가 대구역을 통과하던 중 신호체계 이상 등의 원인으로 추정되는 사고로 무궁화호 제 1204열차의 기관차와 충돌하였다. 열차가 충돌하여 KTX 10량과 무궁화호 1량이 탈선하였다. 그리고 부산행 KTX 제 101열차(KTX 003호기)가 사고현장에서 비상정지를 하였으나 충돌하였다. 이 사고로 상.하행선이 일시 통제되었다가 하행선이 먼저 임시복구되어 KTX만 통과하고 무궁화호와 새마을호 등은 통제되었다. 사고 KTX들은 2013년 추석 대수송기간과 2014년 두 차례에 걸쳐 운행이 재개되었는데 이 과정에서 003호기의 파손차량을 033호기로, 033호기에서 파손되지 않은 2량을 003호기로 각각 옮기는 작업도 병행하였다.

- 2018년 12월 8일: 오전 7시 35분경 강릉발 서울행 제 806열차 (KTX-산천 408호기)가 남강릉신호장 부근에서 탈선하여 이 사고로 승객 등 200명 중 14명이 타박상 등 경상을 입었다. KTX-산천 서울행 열차는 8일 오전 7시 강릉역을 출발한 뒤 약 5분 후 탈선하여 차량이 심하게 손상되었으며, 선로 800m 가 구부러졌다. 사고 구간의 열차 운행[주해 10]은 10일 오전 5시 이후부터 재개되었다.

- 2020년 5월 29일: 오후 3시 56분경 청주시 흥덕구 KTX 오송역 인근 경부선 하행선 전차선로가 지상 쪽으로 늘어지는 사고가 발생했다. 사고가 난 곳은 오송역에서 대전역 방향으로 약 5km 떨어진 지점이다. 전력을 공급하는 선로에 문제가 생기면서 경부선 하행선 열차 운행이 전면 중단됐다. 상행선도 복구 작업 영향으로 한동안 지연 운행됐다. 2시간만인 5시 59분에 상하행선 운행이 재개되었다. 그 사이 일부 고속열차는 사고 지점을 우회해 일반 노선을 운행하기도 했다.[36] 이날 오후 6시 기준 사고와 복구작업으로 인해 지연된 고속열차(KTX, SRT)는 모두 43대로 파악됐다. 관계자는 “복구되기까지 경부선은 열차에 따라 10∼50분씩 지연됐다”며 “선행 열차 지연으로 인해 오후 6시 이후의 열차도 연쇄적으로 지연될 수 있다”고 말했다. 사고가 난 선로는 오송역 인근을 지나던 KTX 기장이 우연히 발견했다. 상황을 확인한 이날 오후 5시쯤 승객들에게 재난문자를 보내 고속열차 운행 지연을 알렸다. 코레일은 전차선로가 늘어진 경위를 파악하고 있다.

- 2022년 1월 5일: 오전 11시 58분경 영동군 영동읍 영동터널 인근서 서울발 부산행 KTX-산천 제23열차(KTX-산천 409호기)가 객차 1량이 탈선하여 열차 내에 타고있던 승객 300명 중 7명이 부상을 입는 사고가 일어났다. 이 사고로 인해 당일 운행하던 모든 경부고속선, 동해선, 경전선 KTX와 SRT가 기존선으로 우회 운행 하였으며 다음날인 1월 6일 오전 7시 55분부터 상하행 모든 열차가 정상 운행이 재개되었다.

## 비판
- 개통 초기에는 천안아산역과 환승 가능한 장항선 아산역에서 10분 이상의 장항선 열차 지연으로 많은 비판이 제기되었다. 이것은 당시 장항선이 단선 비전철 구간이어서 열차 발착에 상당한 지연 요소가 있기 때문이었지만, 이 문제는 2008년 12월 15일 신창 - 천안 구간 복선 전철화 사업으로 크게 해결되었다.
- KTX의 개통과 더불어 철도승차권에도 획기적인 변화가 나타났다. 도트 프린터를 이용한 인쇄방식에서 탈피하여 마그네틱 띠가 부착된 열전사 프린팅 방식의 승차권이 도입되었으며, 자동개집표기를 이용하는 방식으로 변경되었다. 하지만 자동개집표 방식은 막대한 예산을 투자하여 도입하였음에도 불구하고, 구겨진 승차권으로 인해 종이걸림 현상이 나타나는 등의 잦은 부작용이 발생하여 현재는 역사 내 자동개집표기를 철거하고 차 내에서 승무원이 검표를 하고 있다.
- 대한민국의 국토가 다른 국가에 비해 좁고, 중간에 도시들이 많다 보니 중간 정차역이 많은 편이다. 대표적으로 청주시 이익집단에 의해 설치가 결정되고, 선형과 접근성 문제로 비판받고 있는 오송역이 있다. 가장 소요시간이 긴 열차는 2시간 40분 ~ 2시간 50분대 열차로, 고속철도 임에도 불구하고 해외고속철도의 동급거리대비 소요시간이 너무 길지 않냐는 비판이 크게 일어나고 있다. 이 문제를 해결하기 위해 2010년 12월 1일에 신설된 2시간 8분 만에 서울역~부산역간을 연결하는 #001, #002 무정차 열차가 있었으나 2015년에 폐지되었고, 현재 경부고속철도에서 최속달 열차의 정차역은 서울역, 대전역, 동대구역, 부산역이다.
- 호남고속철도의 분기점이 당시 예정되었던 천안아산역, 대전역이 아닌 오송역으로 결정되면서 이에 대한 비판의 목소리가 있다.[37]
- 경부고속철도 2단계 구간이 개통 이후 영등포역에 수원역 경유 KTX가 하루 왕복 2회 정차하는 것이 확정되면서 광명시가 크게 반발하고 있다.[38] 반면 전 청와대 행정관은 다이어 상 영등포역에 정차하는 열차를 늘려야 한다고 주장하고 있다.[39]

## 같이 보기
- 경부고속철도
- 호남고속철도
- SRT (철도)
- 강릉선 KTX
- 수원발 KTX
- 인천발 KTX
- 춘천속초선
- 한국철도공사
- 국가철도공단
- KTX 여승무원 고용 분쟁
- HSR-350X
- HEMU-430X